# Campnosperma zacharyi
Campnosperma zacharyi là một loài thực vật có hoa trong họ Đào lộn hột. Loài này được Randrian. & Lowry mô tả khoa học đầu tiên năm 2004.